# Here document

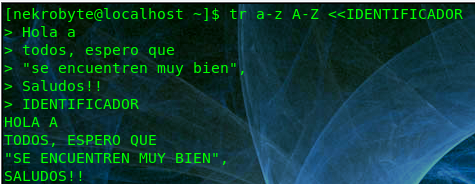
Secuencia de comandos en Konsole de Linux (usando shell bash) para dar vida a una salida con heredoc.

Heredoc (conjunción apocópica del inglés here-document o documento-aquí en español) es una forma de representar cadenas en los lenguajes de programación o shells de algún sistema operativo basado en Unix. Los lenguajes de programación que más se valen de este son PHP y Ruby. La diferencia entre heredoc y otras formas más tradicionales de mandar cadenas de caracteres a la salida estándar es que con heredoc se pueden transmitir grandes cadenas de texto con poco esfuerzo; mientras que con instrucciones simples como printf() de C y echo() de PHP hay que mandar el texto línea por línea (con un formato a veces complejo en C), incluyendo comillas, especificaciones, punto y coma, el nombre de la instrucción y a veces especificaciones, por cada línea o fragmento de ella que se desee publicar, heredoc nos da la oportunidad de mostrar extensiones mayúsculas de párrafos con una sola instrucción o un solo procedimiento.
El texto (generalmente párrafos) creados con instrucciones heredoc incluyen y respetan la indentación, los espacios y caracteres de nueva línea del texto y otros atributos difíciles de incluir con texto simple, como las comillas dobles. Generalmente la sintaxis para programar una salida con heredoc es usando alguna instrucción seguida de <<, después un identificador para el texto, siguiendo con una línea nueva y el texto mismo y, finalmente, el cierre de la instrucción.

## Shell en Linux
Con Bash podemos usar el comando tr para ejercitar heredoc:
```
$
 
tr
 
a-z
 
A-Z
 
<<IDENTIFICADOR

> Hola a

> todos, espero que

> "se encuentren muy bien";

> Saludos!!

> IDENTIFICADOR

```

Incluyendo lo anterior, la salida devuelta sería:
```
HOLA A
TODOS, ESPERO QUE
"SE ENCUENTREN MUY BIEN";
SALUDOS!!

```

Y como se puede apreciar, la operación de incluir caracteres de nueva línea, comillas dobles, signos de admiración y punto y coma se vio trazada de manera sencilla.

## PHP
Desde su versión 4.0, PHP permite el uso de heredoc en los documentos como implementación a la instrucción echo(); el formato es el siguiente:
```
<?php

echo
   
<<<
EOT

con este modo de uso de la función echo podemos

escribir texto en

varias líneas...

o varios párrafos si se desea

"incluyendo elementos tales como 'coma', 'punto y coma',

'comillas dobles' y lo que es mejor:

permite la conjugación de $VARIABLES.

Adecuado para citas textuales grandes,<br/>&nbsp;&nbsp; versos

o lotes de código en HTML.

EOT
;

?>

```

Sobra decir que la salida estándar será ese párrafo pero con el texto "" (sin texto) en sustitución a $VARIABLES a menos que tenga un valor asignado. EOT resulta ser el identificador (ID) del párrafo y se debe indicar en una nueva línea al final y con un punto y coma que indicará el final del lote de texto.

## Ruby
El siguiente código es una implementación de heredoc en Ruby
```
puts
 
<<
LISTA_DEL_SUPER

Lista del supermercado

------------

1. Pan*

2. Huevos*

3. Frutas*

4. Trigo

5. Jugo

* Ración doble

LISTA_DEL_SUPER

```

Lo que, guardado con el nombre pertinente, generará esto en la salida estándar:
```
$ ruby grocery-list.rb
Lista del supermercado
------------
1. Pan*
2. Huevos*
3. Frutas*
4. Trigo
5. Jugo

* Ración doble

```